# Adriana Piacsek
Adriana Piacsek es una deportista brasileña que compitió en triatlón. Ganó una medalla de oro en el Campeonato Panamericano de Triatlón de 1998.

## Palmarés internacional
| Campeonato Panamericano | Campeonato Panamericano | Campeonato Panamericano | Campeonato Panamericano |
| Año                     | Lugar                   | Medalla                 | Prueba                  |
| ----------------------- | ----------------------- | ----------------------- | ----------------------- |
| 1998                    | Varadero (Cuba)         | Medalla de oro          | Individual              |